# Microcebus ganzhorni
Microcebus ganzhorni (лат.) — вид мышиных лемуров. Эндемик Мадагаскара. Был обнаружен в 2016 году группой учёных из Германского центра по изучению приматов. Изначально найденных приматов этого вида отнесли к родственным видам Microcebus berthae (описанному в 2013 году), Microcebus boraha и Microcebus manitatra. Морфологическая схожесть не позволила выделить Microcebus boraha в отдельный вид. Это было сделано позже по результатам исследования митохондриальной ДНК. Видовой эпитет был дан в честь приматолога из Гамбургского университета Юрга Ганцхорна.